# Red de siguiente generación
Red de Siguiente Generación o Red de Próxima Generación (De la  expresión inglesa Next Generation Networking o por su sigla NGN ) es un amplio término que se refiere a la evolución de la actual infraestructura de redes de telecomunicación y acceso telefónico con el objetivo de lograr la convergencia tecnológica de los servicios multimedia (voz, datos y todo tipo de medios como video) encapsulándolos en paquetes IP, similares a los que se usan en Internet. Estas redes suelen construirse a partir del Protocolo Internet, siendo el término "all-IP" comúnmente utilizado para describir dicha evolución de redes anteriormente centradas en el servicio telefónico. NGN es un concepto diferente de Internet del Futuro, que se centra más en la evolución de Internet en términos de la variedad y las interacciones de los servicios ofrecidos.

## Descripción
La definición que provee la UIT-T es la siguiente:

Una Red de Siguiente Generación es una red basada en la transmisión de paquetes capaz de proveer servicios integrados, incluyendo los tradicionales telefónicos, y capaz de explotar al máximo el ancho de banda del canal haciendo uso de las Tecnologías de Calidad del Servicio (QoS) de modo que el transporte sea totalmente independiente de la infraestructura de red utilizada. Además, ofrece acceso libre para usuarios de diferentes compañías telefónicas y apoya la movilidad que permite acceso multipunto a los usuarios.

Desde un punto de vista más práctico, las Redes de Siguiente Generación suponen tres cambios fundamentales en la arquitectura de red tradicional que han de ser evaluados de forma independiente:

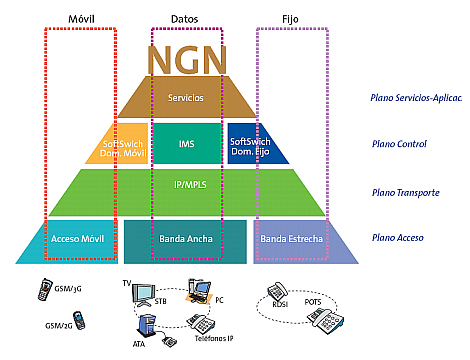
Conjunto de elementos funcionales que configuran el plano de control del modelo de referencia NGN.

- Respecto al núcleo de red, NGN supone la consolidación de varias redes de transporte (dedicadas u overlay) construidas históricamente a partir de diferentes servicios individuales (normalmente basados en protocolos IP y Ethernet). También implica, entre otras muchas cosas, la migración del servicio de voz desde la tradicional arquitectura conmutada (PSTN) a la nueva VoIP además de la sustitución de las redes tradicionales (legacy-service) como la X.25 o la Frame Relay. Esto supone incluso una migración para el usuario tradicional hacia un nuevo servicio como es el Red Privada Virtual (VPN) o la transformación técnica de las redes tradicionales.
- Respecto a las redes de acceso, NGN supone la migración del canal tradicional dual de voz y datos asociado a las redes xDSL hacia instalaciones convergentes en las que las DSLAMs integren puertos de voz o VoIP, permitiendo de esta forma dejar atrás las actuales redes conmutadas que multiplexan voz y datos por diferentes canales.
- Respecto a las redes cableadas, la convergencia NGN implica la migración de la tasa constante de flujo de bits a la especificación  PacketCable del consorcio CableLabs que suministra servicios VoIP y SIP. Ambos servicios funcionan sobre DOCSIS como estándar para el cableado.

En las Redes de Siguiente Generación existe una separación bien definida entre la porción de red de transporte (conectividad) y los servicios que corren por encima de esa red. Esto quiere decir que siempre que un proveedor telefónico desee habilitar un nuevo servicio, puede hacerlo fácilmente definiéndolo desde la capa de servicio directamente sin tener en cuenta la capa de transporte. Como se ha dicho, los servicios proporcionados serán independientes de la infraestructura de red. La tendencia actual es que estos servicios, incluyendo la voz, tiendan hacia la independencia de red y normalmente residan en los dispositivos de usuario como teléfonos, PCs, receptores de TDT, entre otros.

## Infraestructura tecnológica
Las Redes de Siguiente Generación están basadas en tecnologías Internet incluyendo el protocolo IP y el MPLS. En el nivel de aplicación, los protocolos SIP, parecen haberse incorporado desde la norma ITU-T H.323.
Inicialmente H.323 era el protocolo más conocido a pesar de que su popularidad decayó en la red local por su deficiente gestión de NAT y firewalls. Por este motivo, mientras se están desarrollando los servicios domésticos de VoIP, los nuevos servicios SIP están siendo mejor acogidos. Sin embargo, mientras que en las redes de voz, todo el control se encuentra bajo el operador telefónico, la mayoría de los portadores a gran escala usan H.323 como elección más acertada. Por tanto, SIP es realmente una herramienta muy útil para la red local y el protocolo H.323 es como la norma para la fibra de transporte. Con los últimos cambios introducidos por el protocolo H.323, es posible que ahora los nuevos dispositivos H.323 soporten la gestión de NAT y firewalls. No obstante, la mayoría de las operadoras telefónicas están haciendo un estudio intensivo y apoyo hacia el IMS que da al protocolo SIP una mejor oportunidad de ser el nuevo protocolo más ampliamente utilizado.
Para las aplicaciones de voz, uno de los dispositivos más importantes en NGN es un Softswitch, dispositivo programable que controla las llamadas de voz sobre IP. Éste habilita la correcta integración de los diferentes protocolos en la NGN. Su función más importante es la de crear la interfaz para la actual red telefónica, a través de puertas de señalización (Signalling Gateways) y puertas multimedia (Multimedia Gateways). Sin embargo, el Softswitch como término puede ser definido de forma diferente por los fabricantes de equipos y puede hasta tener más y diferentes funcionalidades.
El IMS (del inglés IP Multimedia Subsystem) es una estandarización de arquitectura NGN para los servicios multimedia de Internet definida por el Instituto Europeo de Estándares de Telecomunicaciones (ETSI) y la 3GPP (del inglés 3rd Generation Partnership Project"").

## Implementaciones
En el Reino Unido, la compañía British Telecom (BT) introdujo el acrónimo 21CN (21 st Century Networks) directamente ligado como término a NGN y que realmente denota la iniciativa por parte de la compañía de instaurar y operar con nuevos conmutadores y redes durante el período 2006-2008 (el objetivo para el año 2008 era tener solo conmutadores "all-IP" en sus redes).
Por otro lado, la primera compañía en el Reino Unido que puso en práctica la Red de Próxima Generación fue la hoy desaparecida THUS PLC, subsidiaria de Cable & Wireless y adquirida en julio de 2012 por Vodafone, cuyos inicios en este campo se remontan a 1999. La NGN que instaló THUS comprendió 10.600 km de fibra óptica con más de 190 puntos de presencia a lo largo de la región. El núcleo de la red óptica usa la tecnología Multiplexado denso por división en longitudes de onda para proveer escalabilidad a los cientos de gigabits por segundo de ancho de banda, en línea con la creciente demanda. Por encima de esto, la red usa la tecnología MPLS responsable de la distribución de tráfico. Los servicios basados en IP/MPLS transportan tráfico de voz, video y datos a lo largo de una infraestructura convergente, permitiendo a organizaciones un ahorro en costos y una mayor flexibilidad y funcionalidad. El tráfico puede ser priorizado con las denominadas Clases de Servicio. La Red de Próxima Generación británica comprende siete Clases de Servicio, cuatro de las cuales se ofrecen actualmente con IP VPN de tecnología MPLS.[cita requerida]
En los Países Bajos, la compañía telefónica KPN está desarrollando una red NGN en un programa de transformación denominado "all-IP". Se trata de otro término suelto para NGN que está siendo potencialmente usada. Las Redes de Siguiente Generación también se extienden hacia dominios de mensajería y en Irlanda, la compañía Openmind Networks ha diseñado, construido e implantado un control de tráfico para tratar las demandas y requerimientos de todas las redes IP.[cita requerida]
En Bulgaria, la compañía BTC (Bulgarian Telecomunications Company) implementó la infraestructura NGN de sus servicios de telecomunicación en un proyecto a larga escala durante el año 2004. La inherente flexibilidad y estabilidad del nuevo desarrollo de red resultó en un incremento de los servicios clásicos como POTS/ISDN, Centrex, ADSL, VPN, así como también en la implementación de mejores anchos de banda para el Internet metropolitano y de larga distancia con servicios VPN, para los tránsitos de datos nacionales y para la aplicación WebTV/IPTV.[cita requerida]